# Departament Ohio
Departament Ohio był wojskowym okręgiem administracyjnym stworzonym przez Departament Wojny Stanów Zjednoczonych na początku wojny secesyjnej, w celu lepszego zorganizowania oddziałów Północy w pobliżu rzeki Ohio. Departament powstał na mocy rozkazu z 3 maja 1861 roku i początkowo swoim zasięgiem obejmował terytoria stanów Ohio, Indiana i Illinois. Pierwszym dowódcą Departamentu Ohio był generał major George B. McClellan.